# Renée Lévy
Renée Léa Lévy (* 25. September 1906 in Auxerre; † 31. August 1943 in Köln) war eine französische Kämpferin der Résistance in der Widerstandsgruppe Musée de l’Homme. Sie wurde nach dem Krieg in der Krypta des Mémorial de la France combattante am Mont Valérien beigesetzt.

## Leben

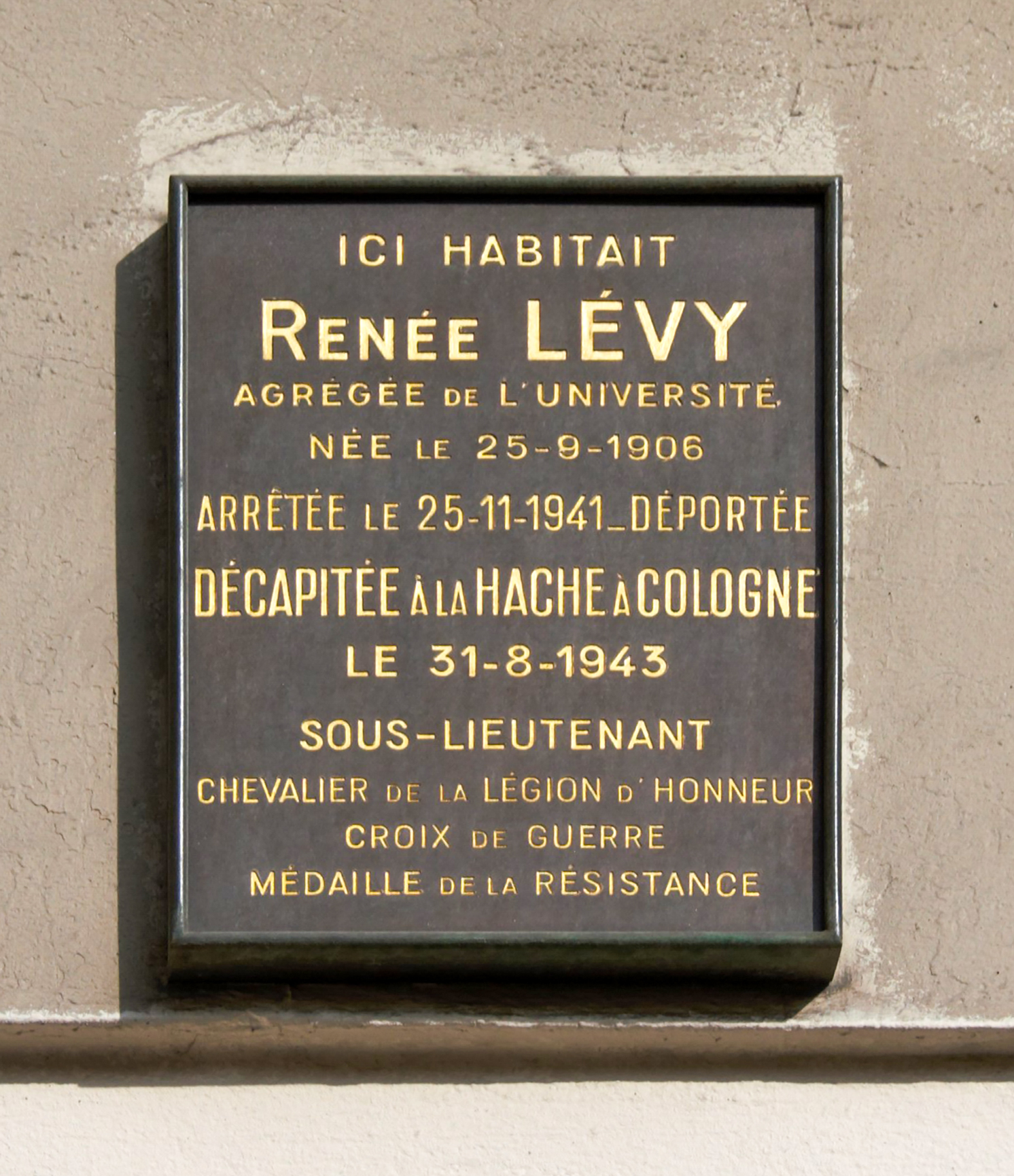
Gedenkplakette für Renée Lévy im Marais im 3. Arrondissement in Paris

Renée Lévy war die Enkelin von Alfred Lévy, der Großrabbiner in Frankreich war. Ihre Eltern Léon Lévy und Berthe Lucie Lévy unterrichteten französische Sprache und Literatur.
Im Jahr 1909 starb ihr Vater völlig unerwartet nach einer kurzen Krankheit. In der Zeitung für das Département Yonne vom Montag, den 10. Mai 1909, wurde vermerkt, „dass sein gesundheitlicher Zustand zwar bedenklich war, jedoch kein so plötzliches Ende voraussehen ließ.“ Berthe Lucie Lévy ging daraufhin mit ihren beiden Kindern Renée und Germaine nach Paris. Ihre erstgeborene Tochter Germaine ergriff den Beruf einer Rechtsanwältin. Sie wurde während des Zweiten Weltkrieges in das KZ Auschwitz deportiert, wo sie 1943 starb.
Berthe Lucie Lévy erhielt ein Lehramt am Gymnasium Victor Hugo, in der Rue de Sévigné im dritten Arrondissement von Paris. In diesem alten Viertel von Paris, nicht weit vom Musée Carnavalet und der Bibliothek Saint-Fargeau, wuchs Renée auf. Sie war sieben Jahre alt und besuchte dasselbe Gymnasium, an dem ihre Mutter unterrichtete. In den oberen Klassen lernte sie Alte Sprachen.
Nach dem Abitur begann Renée Lévy Anglistik zu studieren, weil sie die englische Sprache und Literatur unterrichten wollte. Doch waren für ein solches Studium mehrere längere Aufenthalte in England erforderlich und da ihre Schwester gerade geheiratet hatte, mochte sie ihre Mutter nicht allein lassen. So nahm sie ein Studium für französische Literatur und Sprache auf und machte 1932 die Agrégation. Daraufhin unterrichtete sie an dem Mädchengymnasium Fénelon in Lille, dann an dem Gymnasium Victor Duruy in Paris und ab 1937 an dem dortigen Gymnasium Victor Hugo.
Nach Beginn des Zweiten Weltkrieges wurde im Casino des Badeortes Cayeux-sur-Mer ein provisorisches Gymnasium für die Kinder der dortigen Urlaubsgäste eingerichtet, damit sie nicht nach Paris, das von Bombenangriffen bedroht war, zurückkehren mussten. Flüchtlinge aus benachbarten Departements, der Pariser Gegend und aus Belgien kamen hinzu. Renée Lévy, die in Cayeux-sur-Mer in Ferien war, arbeitete als Französischlehrerin an diesem Gymnasium. Nach der Niederlage und der Verabschiedung des Gesetzes vom 3. Oktober 1940 über den Status der Juden, das im Journal Officiel vom 18. Oktober 1940 erschien und es Juden verbot, eine Funktion im öffentlichen Dienst auszuüben, ging Renée in den Untergrund. Sie schloss sich der Widerstandsgruppe Musée de l’Homme an und verteilte deren illegale Zeitung Résistance sowie Flugblätter und Zeitungen und auch die Rede von Winston Churchill vom 21. Oktober 1940, in der er Frankreich aufrief, seine Kräfte zu sammeln, da die Morgenröte wieder aufgehen werde.
Wegen Denunzierungen desorganisierte sich die Gruppe des Musée de l’Homme. Renée Lévy entging zunächst der Verhaftung und schloss sich der Gruppe Hector an. Sie sollte beauftragt gewesen sein, Informationen nach London zu senden. Diese Informationen betrafen die Stellung der Wehrmacht, Flugplätze, Bahnstrecken, den Bau von Schnellbooten in Argenteuil, Panzer von Renault und sogar Informationen über U-Boot-Basen und die Herstellung von synthetischen Kraftstoffen in Deutschland.
Renée Lévy wurde am 25. Oktober 1941 aufgrund einer Denunziation von den deutschen Besatzern verhaftet, die einen versteckten Rundfunksender in ihrer Wohnung fanden, worauf sich in der Folge die Anklage gegen sie stützte. Sie kam zusammen mit anderen Opfern des Nacht-und-Nebel-Erlasses vom 7. Dezember 1941 in das Gefängnis La Santé in Paris. Dieser von Wilhelm Keitel unterzeichnete Erlass Adolf Hitlers machte es möglich, Zivilpersonen in den besetzten Gebieten zu verhaften und in das Deutsche Reich zu verschleppen, ohne ihre Angehörigen davon zu verständigen. So verschwanden Gefangene spurlos und über ihre Inhaftierung und ihr weiteres Schicksal wurde keinerlei Auskunft erteilt. Was Renée Lévy betrifft, konnte in Erfahrung gebracht werden, dass sie am 11. Februar 1942 nach Deutschland gebracht und ihr Dossier der Gestapo übergeben wurde. Sie erlitt Gefängnis- und Festungshaft. Ihre Briefe, die sie versuchte, ihrer Familie zukommen zu lassen, sind durch den Tod einer Mitgefangenen verschwunden. Renée Lévy war nacheinander in Aachen, Essen und in Prüm inhaftiert.
Am 30. April 1943 wurde sie in einem Schauprozess vor dem Kölner Gericht um halb acht Uhr abends zum Tode verurteilt. Das Urteil wurde am 31. August 1943 per Fallbeil im Gefängnis in Köln vollstreckt.
Ihr Leichnam wurde nach dem Krieg nach Frankreich überführt. Die Rückführung fand zusammen mit den sterblichen Überresten von fünfzehn anderen Widerstandskämpfern am 11. November 1945 statt. Renée Lévys Sarg wurde während dieser beeindruckenden Zeremonie von weißen Pferden gezogen und passierte hierbei den Pariser Triumphbogen. Sie und Berty Albrecht sind die einzigen Frauen, deren Grab sich auf dem Mont Valérien, dem Mémorial de la France combattante, befindet.

## Auszeichnungen
- Renée Lévy erhielt zusammen mit fünf anderen Frauen den von Charles de Gaulles gestifteten Ordre de la Libération zuerkannt.
- Croix de guerre 1939–1945 mit Palmenzweig
- Médaille de la Résistance
- Im Jahr 1955 wurde Renée Lévy zum Ritter der Ehrenlegion ernannt.

## Bibliographie
- Annie Rosès, Portrait de famille ou l’enfance retrouvée, les Océanîles livre d’artiste, 2009
- Jacqueline Leitmann, Celle qui repose au Mont Valérien, Voix et Visages, n° 180, mai-juin 1982, p. 5.
- Claude Lévy, Renée Lévy, universitaire et résistante, Archives juives, n° 29/2, 1996, pp. 124–126.
- Jean Kohn, Renée Lévy, A.M.I.F. (Journal de l’Association des Médecins Israélites de France), n° 186, 4. mai 1970, pp. 711–712.
- Jean Novosseloff, Mémorial-Memoresist, Renée Lévy, Mémoire et Espoirs de la Résistance